# Betula apoiensis
Betula apoiensis är en björkväxtart som beskrevs av Takenoshin Nakai och Hiroshi Hara. Betula apoiensis ingår i släktet björkar, och familjen björkväxter. Inga underarter finns listade.